# Гисслер, Август

Август Гисслер на острове Кокос. Фотография.

Август Гисслер (нем. August Gissler; 1857, Ремшайд — 8 августа 1935, Нью-Йорк) — германский искатель приключений и сокровищ, основавший колонию на острове Кокос (ныне Коста-Рика) и проживший там почти непрерывно с 1889 до 1908 года. В 1897 году коста-риканское правительство обрело контроль над островом Кокос и назначило Августа Гисслера первым губернатором этого острова. Там ему позволили создать сельскохозяйственную колонию. Гисслер отправлялся на остров с твёрдой убежденностью, что здесь хранятся сокровища империи инков. По другим данным, его главной целью был клад Лимы. Возможно, он также был заинтересован в поисках сокровищ пиратов, по многочисленным легендам зарытых здесь.
Поиски сокровищ финансировались группой финансистов, основавшей «Компанию плантаций острова Кокос». На острове было создано постоянное поселение, где кроме Гисслера и его помощников в поисках сокровищ проживала группа фермеров, которые выращивали овощи, заготавливали океанскую рыбу и в качестве главного экспортного товара выращивали табак.
В поисках сокровищ остров был разбит на сто квадратов, и каждый из них Гисслер методично раскапывал до тех пор, пока лопата не упиралась в скальную породу. Этой работе он посвятил без малого 20 лет. Хотя нашел всего лишь горсть испанских золотых дублонов чеканки 1788 года. Возможно, это убедило Гисслера в бесплодности дальнейших попыток, а возможно, он не пожелал оставаться здесь ввиду смерти жены. Через двадцать лет Гисслер покинул остров и переехал в Нью-Йорк, где и провёл остаток жизни.
Хотя жителям острова осталось налаженное хозяйство, колония просуществовала недолго из-за отдалённости острова и тяжёлых условий жизни.